# Hey Porter
Singles de Johnny Cash
- Folsom Prison Blues
(1955)
Hey, Porter est la première chanson de Johnny Cash. Elle a été enregistrée en septembre 1954 et est sorti en juillet 1955.